# Кабельо Альмада, Мигель Анхель
Мигель Анхель Кабельо Альмада (исп. Miguel Ángel Cabello Almada, род. 4 сентября 1965, Прибебуй, Парагвай) — парагвайский прелат. Пятый епископ Консепсьона с 11 июля 2013 по 5 декабря 2024. Шестой епископ Вильяррики-дель-Эспириту-Санто с 5 декабря 2024.

## Биография
Родился 4 сентября 1965 года в городе Прибебуй, Парагвай. Окончил Католический университет Вознесения Пресвятой Девы Марии в Асунсьоне и Папский Григорианский университет, где получил научную степень доктора по догматическому богословию. 19 сентября 1991 года был рукоположен в рукоположен в священника для служения в епархии Каакупе. Был викарием в санктуарии «Dulce nombre de Jesús» (Сладчайшего имени Иисуса) в Прибебуе и в приходе населённого пункта Тобати. С 2009 года был ректором семинарии в Каакупе и преподавал в Высшей духовной семинарии в Асунсьоне.
11 июля 2013 года Папа Франциск назначил Мигеля Анхеля Кабельо Альмаду ординарием епархии Консепсьона. 15 сентября 2013 года состоялось рукоположение в епископа, которое совершил епископ Каакупе Каталино Клаудио Хименес Медина в сослужении c епископом-эмеритом Консепсьона Сакариасом Ортисом Ролоном и епископом Коронеля-Овьедо Хуаном Баутистой Гавиланом Веласкесом.
5 декабря 2024 года Папа Франциск назначил Мигеля Анхеля Кабельо Альмаду епископом Вильяррики-дель-Эспириту-Санто